# 島田茂
島田 茂（しまだ しげる、1962年8月30日 - ）は、徳島県出身の元プロ野球選手（内野手、外野手）。右投右打。

## 来歴・人物
鳴門高時代は投手としてプレーし、1980年に秦真司とバッテリーを組み、春夏と連続で甲子園に出場。春の選抜では、1回戦で滝川高の石本貴昭と投げ合い1-0で敗退。夏の甲子園では、3回戦に進出するが優勝した横浜高のエース愛甲猛に1-0で完封される。
高校卒業後は、チームメイトであった捕手の秦とともに法政大学に進学し野球部に入部。大学時代に野手に転向し、東京六大学リーグでは4度の優勝を経験、一塁手としてベストナインに2回選出される。リーグ通算24試合に出場、89打数29安打、打率.326、9本塁打、23打点、1盗塁を記録。 全日本大学野球選手権大会で1984年春に亜大を下し優勝した時に、同期の伊吹淳一・秦らと主軸打者として活躍した。1984年には他の法政同期らと第13回日米大学野球選手権日本代表に選出される。法大同期には、秦のほか伊吹淳一（後に熊谷組）や川崎泰介（後にいすゞ自動車監督）、山越吉洋、1学年上に打線の中軸を担った小早川毅彦、銚子利夫、山崎正之（ヨークベニマル監督）ら、1学年下に主戦投手西川佳明や若井基安らがいた。
大学卒業後は、社会人野球の日産自動車に入社。都市対抗野球大会に通算3度出場（1987年は三菱自動車川崎の補強選手）。1985年の都市対抗野球では2試合連続本塁打を放ち、チームの準々決勝進出に貢献した。
1988年オフ、ドラフト外でロッテオリオンズに入団。
1年目の1989年から、代打、代走、守備と主に途中出場で42試合に出場。1992年～1994年は準レギュラーとして、スタメン出場の機会が増えた。1995年は一軍出場がなく、同年オフに戦力外通告を受け現役を引退した。
引退後は故郷の徳島県に戻り、2014年3月現在は小松島の新聞販売店の所長を勤めている。

## エピソード
社会人時代は、川崎球場外野スタンド至近のマンションに住んでおり、1988年10月19日のロッテ対近鉄のダブルヘッダー（10.19）をマンションの屋上から観戦していたとされていた。実際は、ロッテにドラフト外で入団することが内定していたため、すでに社会人の日産野球部を退部しており、ロッテ入団に備えて川崎球場に近いという理由で入居していた。しかも部屋は3階であったためグラウンドは見えず、実際はテレビ中継で「ちょろっと観ただけです。」と2014年の雑誌インタビューにて回顧している。そのため、ロッテ時代は応援コールで「自宅を狙えシ・マ・ダ・!」と呼ばれることもあった。

## 詳細情報

### 年度別打撃成績
| 年 度     | 球 団     | 試 合 | 打 席 | 打 数 | 得 点 | 安 打 | 二 塁 打 | 三 塁 打 | 本 塁 打 | 塁 打 | 打 点 | 盗 塁 | 盗 塁 死 | 犠 打 | 犠 飛 | 四 球 | 敬 遠 | 死 球 | 三 振 | 併 殺 打 | 打 率 | 出 塁 率 | 長 打 率 | O P S |
| --------- | --------- | ----- | ----- | ----- | ----- | ----- | -------- | -------- | -------- | ----- | ----- | ----- | -------- | ----- | ----- | ----- | ----- | ----- | ----- | -------- | ----- | -------- | -------- | ----- |
| 1989      | ロッテ    | 42    | 56    | 54    | 3     | 12    | 4        | 0        | 0        | 16    | 1     | 0     | 0        | 0     | 0     | 2     | 0     | 0     | 9     | 5        | .222  | .250     | .296     | .546  |
| 1990      | ロッテ    | 55    | 110   | 97    | 10    | 21    | 3        | 1        | 3        | 35    | 11    | 1     | 1        | 1     | 0     | 11    | 0     | 1     | 14    | 3        | .216  | .303     | .361     | .664  |
| 1991      | ロッテ    | 35    | 71    | 64    | 6     | 19    | 5        | 0        | 3        | 33    | 12    | 1     | 1        | 1     | 1     | 5     | 0     | 0     | 8     | 0        | .297  | .343     | .516     | .858  |
| 1992      | ロッテ    | 44    | 142   | 124   | 10    | 30    | 5        | 1        | 3        | 46    | 14    | 0     | 0        | 0     | 1     | 16    | 1     | 1     | 25    | 2        | .242  | .331     | .371     | .702  |
| 1993      | ロッテ    | 90    | 275   | 248   | 24    | 67    | 12       | 0        | 8        | 103   | 31    | 0     | 2        | 1     | 2     | 22    | 0     | 2     | 31    | 5        | .270  | .332     | .415     | .747  |
| 1994      | ロッテ    | 73    | 208   | 184   | 11    | 45    | 6        | 0        | 4        | 63    | 15    | 0     | 0        | 2     | 2     | 20    | 0     | 0     | 25    | 7        | .245  | .316     | .342     | .658  |
| 通算：6年 | 通算：6年 | 339   | 862   | 771   | 64    | 194   | 35       | 2        | 21       | 296   | 84    | 2     | 4        | 5     | 6     | 76    | 1     | 4     | 112   | 22       | .252  | .320     | .384     | .704  |

### 記録
- 初出場：1989年4月12日、対オリックス・ブレーブス2回戦（川崎球場）、6回裏に高橋忠一の代打として出場
- 初打席：同上、6回裏にガイ・ホフマンの前に三振
- 初安打：1989年5月16日、対近鉄バファローズ7回戦（日生球場）、5回表に小野和義から
- 初先発出場：1989年8月4日、対オリックス・ブレーブス15回戦（阪急西宮球場）、6番・左翼手で出場
- 初打点：1989年10月6日、対福岡ダイエーホークス24回戦（川崎球場）、9回裏に森田芳彦の代打として出場、井上祐二から適時二塁打
- 初本塁打：1990年6月8日、対近鉄バファローズ5回戦（ナゴヤ球場）、7回表に阿波野秀幸から2ラン

### 背番号
- 44 （1989年 - 1995年）